# Оксиды углерода
Окси́ды углеро́да — бинарные химические соединения (оксиды) углерода с кислородом. Кроме двух неорганических представителей — угарного газа и углекислого газа, все остальные оксиды углерода относят к органическим соединениям.

## Список оксидов углерода
Наиболее известны два оксида углерода:
- Монооксид углерода CO (угарный газ)
- Диоксид углерода CO2 (углекислый газ)

Выделенные в чистом виде:
- Диоксид триуглерода C3O2
- Политрикарбодиоксид (C3O2)n
- 1,2,3,4-пентатетраен-1,5-дион C5O2
- Диангидрид этилентетракарбоновой кислоты C6O6
- Меллитовый ангидрид C12O9
- Гексагидроксибензол трисоксалат C12O12

Полученные в виде сольватов с растворителями:
- 2,3,5,6-тетрагидрокси-1,4-бензохинона бис-карбонат C8O8 (сольват с тетрагидрофураном)
- Гексагидроксибензола трис-карбонат C9O9 (сольват с тетрагидрофураном)
- Диангидрид 1,4-бензохинонтетракарбоновой кислоты C10O8 (сольват с бензолом)
- 2,3,5,6-тетрагидрокси-1,4-бензохинона бис-оксалат C10O10 (сольват с тетрагидрофураном)
- Гексагидроксибензола трис-оксалат C12O12 (сольват с тетрагидрофураном)

Полученные только в растворах:
- 1,2-диоксетандион C2O4
- Тетраоксо-1,4-диоксан C4O6
- Тример циклобутендион-бутадиина C24O6
- Тетрамер циклобутендион-бутадиина C32O8

Полученные в неочищенном виде:
- Оксид фуллерена C60O (2 изомера)

Неустойчивые частицы и радикалы, изученные только спектрально:
- C2O

Существует ряд еще менее известных соединений углерода с кислородом, имеющих формулы от C2O2 до C32O8, как линейных, так и циклических, а также полимерный оксид графита с переменным отношением С:О. В последние годы также получены оксиды фуллеренов, которые еще дополняют этот список. Кроме того в плазме и методом матричной изоляции получены неустойчивые пероксиды и радикалы (CO3, CO4, C2O, C3O) для которых изучены спектры.
|                       |                      |                          |                           |     |     |
| CO монооксид углерода | CO2 диоксид углерода | C3O2 диоксид триуглерода | C12O9 меллитовый ангидрид | C3O | CO4 |

## Применение
1,2-Диоксетандион C2O4 является промежуточным веществом в хемолюминисценции ариловых эфиров щавелевой кислоты и может быть обнаружен в растворе. Циклические ацетиленовые кетоны C24O6 и C32O8 используются для синтеза и изучения необычных форм углерода, в том числе фуллеренов. Диоксид триуглерода C3O2 встречается в хроматографии газовых смесей и предложен как реагент для введения малонильных групп. Меллитовый ангидрид C12O9 применяется для синтеза сетчатых полиимидов. Окись графена исследуется как перспективный промышленный материал.